# ماهی بهشتی سیاه
ماهی بهشتی سیاه (نام علمی: Macropodus spechti) گونه‌ای گورامی‌های بومی کشور ویتنام است. زیستگاه آن نهرهای تپه‌ای، در امتداد پس‌آب‌های رودخانه‌های بزرگ و نهرهای کوچک و کانال‌های آبیاری در زمین‌های کشاورزی است. این گونه تا طول استاندارد ۵٫۸ سانتیمتر (۲٫۳ اینچ) رشد می‌کند. در رودخانه Thu Bon و رودخانه عطر یافت می‌شود.